# Podróż apostolska Franciszka do Francji (2024)
Trzecia podróż apostolska papieża Franciszka do Francji odbyła się 15 grudnia 2024. Podróż Franciszka do Francji obejmowała Korsykę i jej siedzibę Ajaccio. Celem podróży był udział papieża w kongresie „Pobożność ludowa w regionie Morza Śródziemnego”. Mottem tej wizyty było hasło: „Jezus przeszedł dobrze czyniąc”.
Była to 47. podróż zagraniczna i ostatnia papieża Franciszka od początku jego pontyfikatu, pierwsza w historii na tej wyspie, trzecia wizyta Franciszka we Francji od ostatniej która miała miejsce w 2023 roku oraz dwunasta wizyta biskupa Rzymu w Republice Francuskiej; wcześniej ośmiokrotnie Francję odwiedzał Jan Paweł II, w 1980, 1983, 1986, 1988, 1989, 1996, 1997 i 2004 oraz Benedykt XVI w 2008.

## Program pielgrzymki[3][4]
O 745 papież wyleciał samolotem z Rzymu do Ajaccio; przylot do Ajaccio o 900, gdzie nastąpiło oficjalne powitanie. O 1015 papież brał udział w sesji końcowej Kongresu "Popularna religia w basenie Morza Śródziemnego" w Pałacu Wystaw Ajaccio. O 1120 w katedrze Św. Marii papież odmówił modlitwę Anioł Pański z duchowieństwem, zaś o 1530 odprawił mszę świętą na placu D'Austerlitz. O 1730 papież spotkał się na lotnisku w Ajaccio z prezydentem Francji Emmanuelem Macronem. O 1845 odbyła się ceremonia pożegnalna papieża, po której o godzinie 1914 samolot Korsykańskich linii lotniczych Air Corsica z papieżem na pokładzie odleciał do Rzymu. O 2005 samolot z papieżem wylądował na lotnisku w Rzymie.